# تصوير بالميوونات
تصوير بالميونات (بالإنجليزية: Muography)‏ هي طريقة لتصوير الأشياء الكبيرة مثل الجبال والبراكين بتقنية رقمية باستخدام الجسيمات الأولية المسماة ميوونات؛ وتستعمل في التصوير أو الكشف إما طرق إلكترونية أو كيميائية تكون حساسة للجسيمات المشحونة مثل ألواح هلامية نووية.
تأتي على الأرض من الكون البعيد أشعة تسمى الأشعة الكونية معظمها من البروتونات السريعة جدا، وعند اصطدامها بجزيئات الغلاف الجوي ينتج من التصادمات جسيمات مشحونة أخرى وهي الميوونات. تلك الميوونات الساقطة علينا من أعلى شديدة النفاذية، وتمر الآلاف منها في أجسامنا كل دقيقة.
ويتم التصوير بالميوونات عن طريق تعيين عدد الميوونات التي تمر خلال حجم هدف نريد تعيين كثافته لمواده الداخلية المحجوبة عنا. والقياس بالميوونات يشابه من حيث المبدأ التصوير الشعاعي (الذي يتم مثلا في التصوير بالأشعة السينية للبطن، إلا أن التصوير بالميوونات يتم على الأحجام الضخمة، كالجبال، والبراكين، والمفاعلات النووية. ونظرا لأن احتمال تآثر الميوونات أو امتصاصها أو تحللها في مادة منخفضة الكثافة بالمقارنة بانعكاس الميوونات على مواد عالية الكثافة، فإن أعداد أكبر من الميوونات تمر خلال المواد القليلة الكثافة عنها بالنسبة للمواد العالية. يقيس مكشاف الميوونات مسارات الميوونات واتجاه انعكاسها وسقوطها عليه، ويسجلها في توزيع بياني يوضح أين المادة الخفيفة وأين المادة الكثيفة في الأجسام الكبيرة، تصل أحجامها عدة مئات الأمتار أو عدة آلاف الأمتار. وبذلك يعين التركيب الداخلي للشيء المصوّر، وينتج صورة يبين فيها اختلاف كثافة المواد في الشيء المصور، وهي صورة بالميوونات.

## اختراع التصوير بالميوونات

### التقنية الأولية
بدة سنوات من بعد اكتشاف العالمين كارل أندرسون وسث نيدرماير للميوونات الناتجة من الأشعة الكونية في عام 1936،
20  قام الفيزيائي الأسترالي «إي بي جورج» بمحاولة لقياس كثافة الجبل فوق نفق غوسيغا-مونيانغ بواسطة ميوونات الأشعة الكونية. واستخدم عدادات غايغر.
وعلى الرغم من أنه استطاع قياس توزيع الكثافة في الجبل فوق النفق - وكانت العدادات تحت الجبل في النفق - واستطاع تأييد قياساته بعينات من الجبل عينت كثافتها معمليا، إلا أنه لم يستطع تعيين صورة لهذا التوزيع بسبب عدم قدرة عدادات غايغر على تحديد اتجاه الميوونات الساقطة عليها.

### أول صورة بالميوونات
أول صورة تسجل أعداد الميوونات كانت في هيئة مصفوف قام بتعيينه الفيزيائي الأمريكي لويس ألفاريز في عام 1970.
قام ألفاريز  بإنشاء جهاز قياسه في حجرة بلزوي بالهرم الأكبر في مصر بغرض معرفة عما إذا الهرم يحوي حجرات لم يتم التعرف عليها. وقام بقياس عدد الميوونات بعد مرورها في داخل الهرم ونفاذها خلال الأحجار. وكان قد قام باختراع لجهز للقياس يمكنه تعيين زاوية سقوط الميوونات عليه، بذلك استطاع تعيين صورة تبين عدد الميوونات وتوزيعها طبقا لزاوية سقوطها على عدادت القياس. وتطابقت الصور التي حصل عليها مع الصورة التي عينها الحاسوب حسابيا بطريقة المحاكاة. وتوصل ألفارز بأنه لا توجد حجرات غير معروفة في هرم خفرع، وذلك بعد أن تعرض جهاز القياس للقياس في الهرم لمدة عدة أشهر.

## مجالات الاستخدام

### بركان فيسوف
استغل مشروع شعاع- الميوون Mu-Ray project 
ميوونات الأشعة الكونية في تصوير جبل الفيزوف الشهير الذي انفجر في عام 79 بعد الميلاد ودمر القرى والمدن من حوله بما فيها مدينة بومبي وهيركولانيوم. وكان الغرض هو معرفة شكل وكميات الماجما المتصلبة في داخله.

### بركان إتنا
أجريت أيضا قياسات بالميوونات على بركان إتنا لمعرفة تشعبات الماجما في جبل إتنا.
كان آخر ثوران لبركان إتنا غي عام 1669 وتسبب في دمار كبير وموت نحو 20.000 من السكان. وأمل العلماء معرفة تفرعات الصهارة وشكل الجبل من الداخل وربما يستطيعون بذلك استنباط اتجاه صهارة قد تسيل مستقبلا خلال ثورة للبركان جديدة.

### أهرامات مصر
في عام 2015، نحو 35 سنة من بعد محاولة الفيزيائي الأمريكي ألفارز، أجري مشروع تصوير الأهرامات من جديد واشترك فيه فريق من العلماء العالميين، ومن ضمنهم علماء مصريين، ومن فرنسا وكندا واليابان، قاموا باستغلال ميوونات الأشعة الكونية وكذلك التصوير الحراري لتصوير مجمع أهرامات الجيزة في مصر.
واكتشف العلماء المشاركون في عام 2017 فجوة كبيرة في الهرم الأكبر، ليست معروفة من قبل، وهي توجد فوق البهو الكبير. وحاليا يشترك فريق من الفيزيائيين وعلماء الآثار والمهندسون المعماريون في محاولة تفسير هذا الاكتشاف.

### تصوير أهرامات المكسيك
يوجد بالقرب من مدينة مكسيكو ثالث هرم في العالم من حيث الكبر، وهو من المدينة القديمة تيوتيهواكان بالمكسيك، وقد قام العلماء بتصويره بالميونات. قاموا بنقل أجزاء أجهزة القياس وتركيبها في نفق يؤدي إلى حجرة تحت الأرض أسفل الهرم. وأصدر العلماء تقريرا عن القياسات يقولون فيه مبدئيا أن منطقة توجد يبلغ اتساعها نحو 60 متر في الهرم تتسم بكثافة منخفضة. بعض العلماء يميلون إلى القول بأنه ربما ضعف مبنى الهرم، وربما يكون مهددا بالانهيار.

## في الأغراض الصناعية
توصل التصوير بالميوونات إلى التطبيق في فحص المفاعلات.
وقد استخدمت الطريقة في تعيين موقع الوقود النووي في مفاعل فوكوشيما الذي تحطم عقب زلزال وتسونامي توهوكو 2011.

## اقرأ أيضا
- ميوون
- ميونيوم
- جسيم أولي
- لوح هلامي نووي